# William Rose (affichiste)
Pour les articles homonymes, voir William Rose et Rose.
William Rose, né en 1909, est un artiste peintre spécialisé dans les affiches de cinéma. 

## Biographie
Sous contrat pour la Radio-Keith-Orpheum Pictures William Rose est à l'origine des affiches des films les plus célèbres, tous genres confondus, tel que Sur les ailes de la danse (Swing Time, 1936), Citizen Kane (1941), La Féline (Cat People, 1942) et La Griffe du passé (Out of the Past, 1947).
Randolph Hearst l'engagea comme illustrateur pour son hebdomadaire dominical, The American Weekly (en). Pour ce magazine, les œuvres de William Rose furent publiées à raison d'une par semaine. Il réalisa des illustrations pour des films, des pièces de théâtre, mais également des récits historiques ou romantiques.
William Rose produisit également pour d'autres éditeurs, notamment pour les magazines Collier's Weekly, Today's Woman et This Week.  Il réalisa des illustrations de couverture de livres de poche pour Avon, Cardinal Edition (en), Dell Publishing, Permabooks, Pocket Books (en) et Pyramid Books.

## Quelques travaux

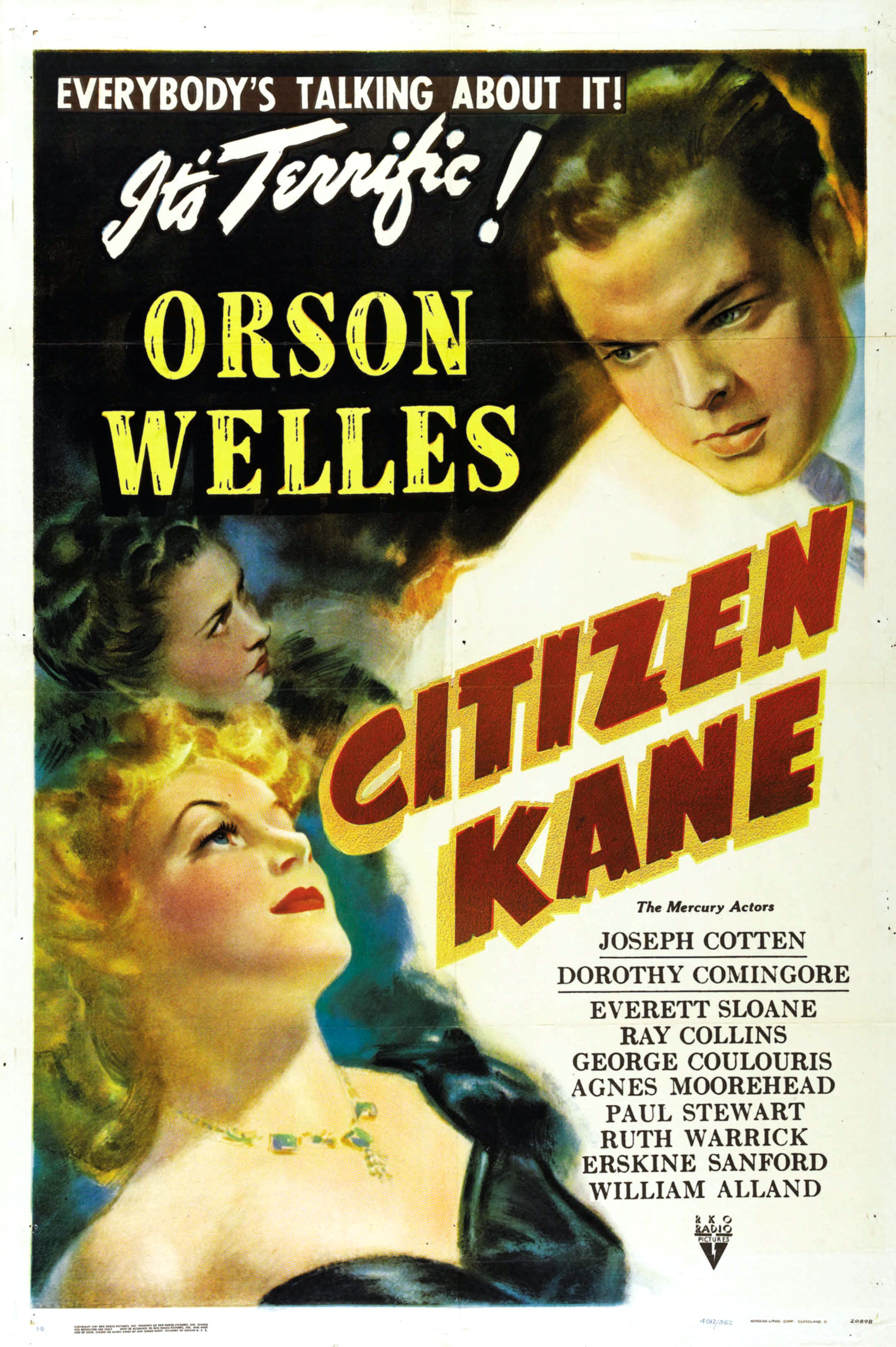
Affiche du film Citizen Kane (1941)
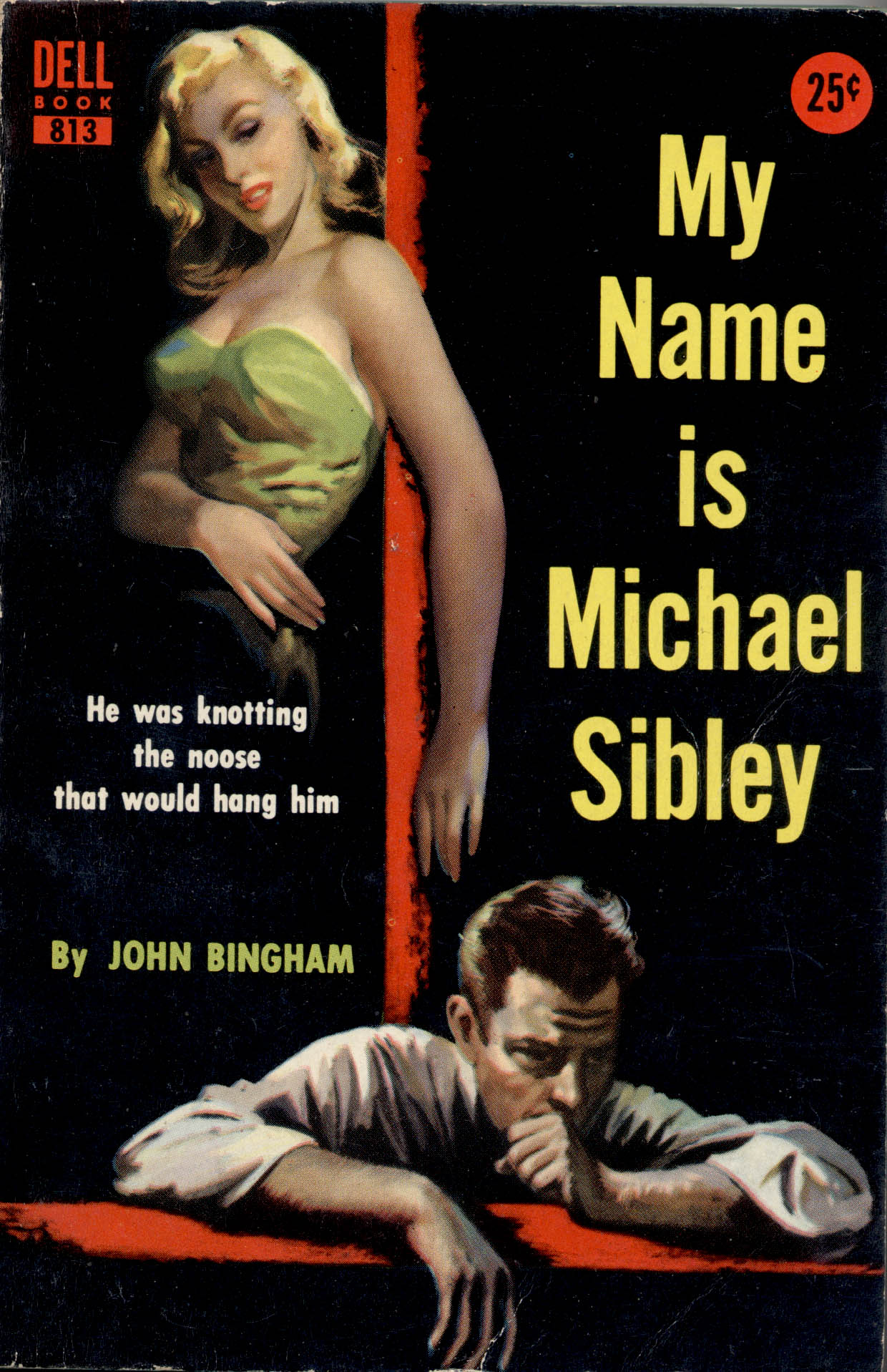
Couverture du roman My Name Is Michael Sibley de John Bingham (1955)
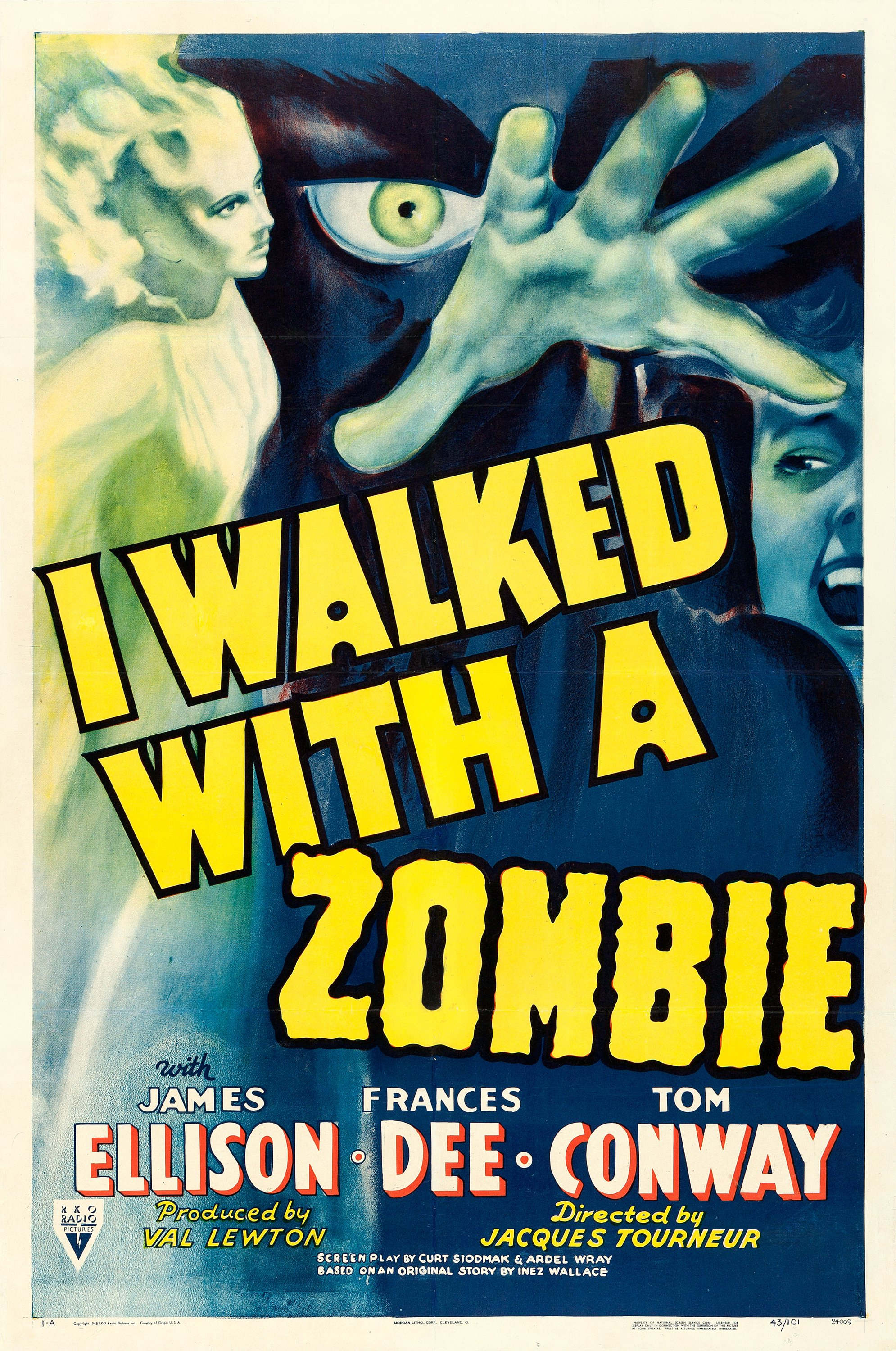
Affiche du film Vaudou (I Walked with a Zombie, 1943)
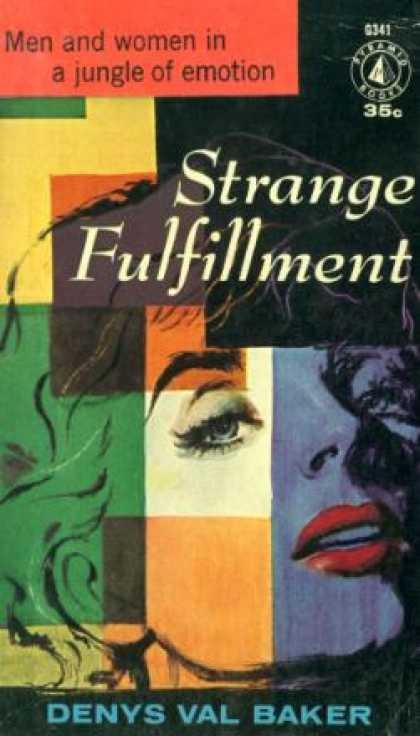
Couverture du recueil de nouvelles Strange Fulfillment de Denys Val Baker (1958)
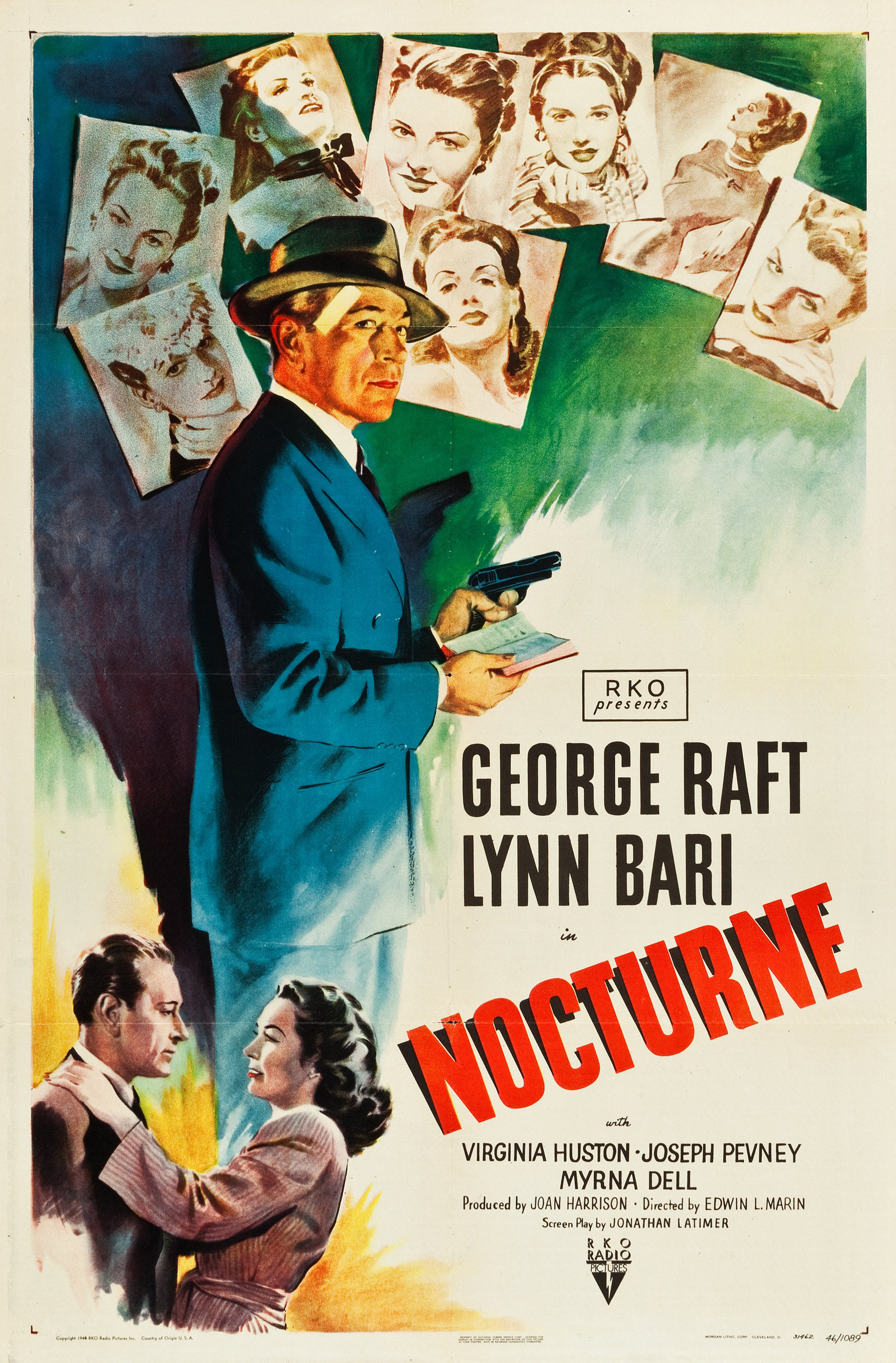
Affiche du film Nocturne (1946)

## Source
- (en) American Art Archives - William Rose - biographie